# 国民革命军第5师
国民革命军第5师是中央军嫡系主力师之一，历史上2次组建。

## 第一次组建的谭延闿的湘军
1924年10月，建国湘军总司令谭延闿在东征陈炯明胜利后在广东北江设立湘军整理处，将所部六个军缩编为八个团。1925年8月26日建国湘军之3团在广东北江组建国民革命军第5师：
- 师长谭道源（湘军整理处副监兼湘军讲武堂教务长兼）

1929年1月20日编为第50师148旅，旅长成光耀。

## 第二次组建
1928年8月9日根据编遣决议，以第37师、独立第7师在上海缩编为第5师，辖三旅六团共15269人。主力担负淞沪地区防务，第15旅于江西围剿红四军。
- 师长熊式辉 （淞沪警备司令兼，原独立第1师师长）
- 副师长刘士毅/胡祖玉
- 参谋长周斌
- 第13旅（独1师第1旅改编），旅长胡祖玉
  - 第25团，团长赵锡光
  - 第26团，团长周士达
- 第14旅（独1师第2旅改编），旅长周浑元
  - 第27团，团长谢溥福
  - 第28团，团长姚纯
- 第15旅（独7师缩编），旅长刘士毅兼 
  - 第29团，团长钟桓
  - 第30团，团长萧致平
- 独立团，团长陈雷

1945年8月日本投降后，开赴杭州受降。1945年9月空运天津，在河北唐山受降。1946年1月参与进攻热河解放区作战，夺取丰润。1946年2月于平泉遭冀热辽军区部队围攻，几遭覆没，幸得军调小组赶至而脱离包围圈。1946年3月，协攻辽阳，后相继攻占海城、大石桥。1946年4月于黑山口遭东北民主联军包围伏击，部队再次受创，开北平整补。
- 师长邱行湘，副师长余有壬/王国华，参谋长康步高
- 第13团，团长姚葛民
- 第14团，团长喻天鉴
- 第15团

后在易县、涞水、徐水数次与晋察冀军区部队交战。1947年12月在河北的大清河北地区扫荡。
- 师长杨培德，副师长姚葛民/凌坤泉，参谋长龙国知
- 第13团，团长涂忠近
- 第14团，团长凌坤泉/（兼）
- 第15团

1948年1月移驻满城，半年内先后出援涞水、承德，为华北地区之机动部队。1948年10月渡过唐河出击，占清风店。11月奉命撤往天津，旋入驻北平，担负西直门外围防务。1949年1月22日，本师由第九十四军高参刘文虞率领在西直门外接受中国人民解放军和平改编。2月26日，第5师改编为中国人民解放军独立第21师（师长刘文英）。4月10日，独立第21师番号撤消，士兵大部补充第一野战军，少数补充第三十八军。